# Port lotniczy Tarakan-Juwata
Port lotniczy Tarakan-Juwata (IATA: TRK, ICAO: WALR) – port lotniczy położony w Tarakan, w prowincji Borneo Północne, w Indonezji.